# James Cleverly
James Cleverly, né le 4 septembre 1969 à Lewisham (Londres), est un homme politique britannique, membre du Parti conservateur. Il est successivement secrétaire d'État à l'Éducation dans le gouvernement Johnson II, en 2022, secrétaire d'État aux Affaires étrangères, du Commonwealth et du Développement dans les gouvernements Truss et Sunak, de 2022 à 2023, puis secrétaire d'État à l'Intérieur dans ce dernier, de 2023 à 2024.

## Biographie
James Cleverly naît à Lewisham, dans le sud-est de Londres, d'un père britannique (originaire du Wiltshire) et d'une mère de Sierra Leone. Il fait des études privées à la Riverston School et à la Colfe's School, toutes deux à Lee, à Londres. Après un bref passage dans l'armée britannique (qui est écourté à cause d'une blessure à la jambe, en 1989), il obtient une licence en gestion de l'accueil (hospitality management) à l'université de Thames Valley.
Avant d'être élu, il travaille dans l'industrie des magazines et de l'édition web.

## Service militaire
Le 6 octobre 1991, Cleverly est nommé sous-lieutenant (en probation) au sein de l'Artillerie royale de l'Armée de réserve. En janvier 1993, sa commission est confirmée et il est nommé sous-lieutenant de fond. Il est promu lieutenant le 6 octobre 1993, capitaine le 26 mai 1998, puis commandant le 1er novembre 2003. Jusqu'en 2005, il est commandant de la 266 (Para) Battery, Artillerie royale (Volontaires). Promu lieutenant-colonel le 1er mars 2015, Cleverly est actuellement basé au quartier général central des volontaires de l'Artillerie royale, à Woolwich, à Londres. Il est officier d'état-major de la 1re division blindée,.

## Parcours politique
Il s'était déjà présenté sans succès à un certain nombre d'élections pour le borough londonien de Lewisham en 2002 et en 2003, dans la circonscription de Lewisham aux élections générales britanniques de 2005 et comme candidat conservateur pour le poste de maire élu directement de Lewisham en 2006.

### Assemblée de Londres
En mars 2007, il est sélectionné par le Parti conservateur comme son candidat pour la circonscription de Bexley et Bromley de l'Assemblée de Londres. En 2008, il recueillie 105 162 voix (soit 52,6 %) et une très large majorité de 75 237 voix.
En janvier 2009, Cleverly est nommé ambassadeur de la jeunesse du maire de Londres, Boris Johnson, un poste nouvellement créé, censé remplacer le poste de maire adjoint chargé de la jeunesse, poste qui est laissé vacant après la démission de Ray Lewis. La création de ce rôle suscite une certaine controverse dans la mesure où il n'était pas pourvu par une nomination à la mairie, mais par un membre de l'Assemblée de Londres dont le rôle officiel est de contrôler l'action du maire. La décision est défendue en raison du précédent créé par la nomination de Kit Malthouse en tant que maire suppléant au maintien de l'ordre.
En février 2010, il est nommé président du London Waste and Recycling Board, en remplacement de Boris Johnson, qui s'était retiré afin de se concentrer sur son action de maire. En 2011, il devient chef du groupe conservateur à l'Assemblée de Londres. Après la défaite de Brian Coleman aux élections de 2012 à Londres, il est nommé à la présidence de la London Fire Authority and Emergency Planning Authority (LFEPA).
Il est réélu dans la circonscription de Bexley et Bromley lors des élections de 2012 pour l'Assemblée de Londres, remportant le siège avec 88 482 voix (une fois encore 52,6 % des voix) et une majorité de 47 768 voix. À la suite de son élection au Parlement du Royaume-Uni en 2015, il ne s'est pas représenté à l'élection de l'Assemblée de Londres de 2016.

### Chambre des communes
James Cleverly est élu dans la circonscription de Braintree en Essex lors des élections générales de 2015 avec 53,8 % des voix, prenant la suite du député conservateur en exercice, Brooks Newmark, qui renonce à se représenter à la suite d'une controverse sur l'envoi d'images obscènes en ligne,.
Il fait campagne pour le Brexit lors du référendum de 2016 sur l'adhésion à l'Union européenne.
Il est réélu, avec une majorité accrue (62,8 % des suffrages exprimés), en tant que député de Braintree, le 8 juin 2017, lors des élections générales anticipées déclenchées par la Première ministre Theresa May.
En janvier 2018, il est nommé vice-président du Parti conservateur, avant de devenir sous-secrétaire d'État parlementaire au département de la sortie de l'Union européenne en avril 2019, à la suite de la démission de Chris Heaton-Harris.
Le 29 mai 2019, Cleverly annonce qu'il se compte se présenter pour remplacer Theresa May lors de l'élection à la direction du Parti conservateur, mais il se retire rapidement dès le 4 juin suivant.

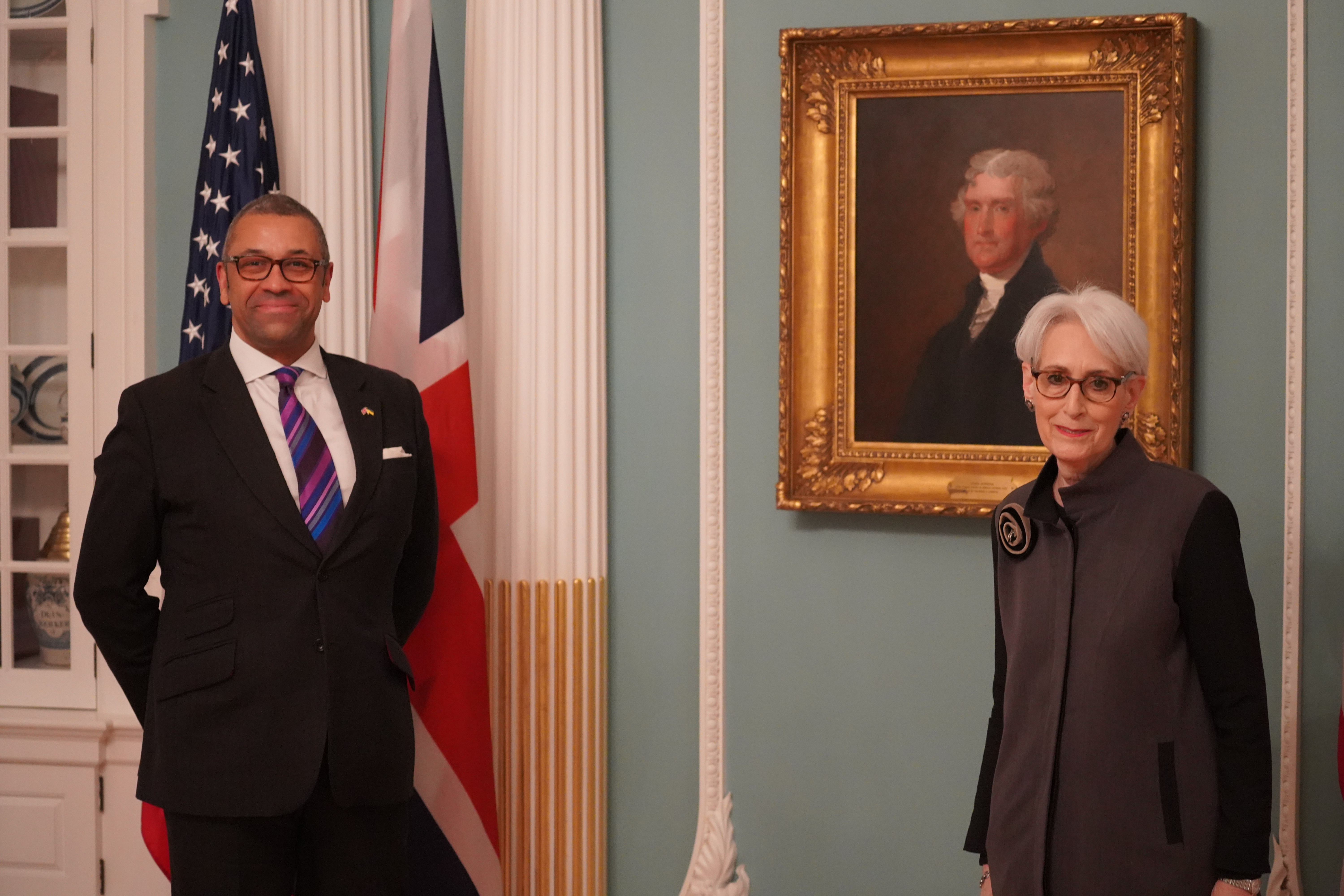
James Cleverly à Washington au côté de Wendy Sherman, en avril 2022.

Le 24 juillet 2019, lorsque Boris Johnson prend ses fonctions en tant que Premier ministre, il nomme James Cleverly à la présidence du Parti conservateur et ministre sans portefeuille dans son premier gouvernement, fonction qu'il conserve jusqu'au 13 février 2020. À cette date, il est nommé ministre d'État au Moyen-Orient, à l'Afrique du Nord et au Développement international, avant de passer à l'Europe et à l'Amérique du Nord le 8 février 2022. Le 7 juillet 2022, Cleverly succède à Michelle Donelan en tant que secrétaire d'État à l'Éducation, après que celle-ci démissionne après seulement deux jours en poste.

## Ministre des Affaires étrangères (Foreign Secretary)
Le 6 septembre 2022, il est nommé secrétaire d'État aux Affaires étrangères, du Commonwealth et du Développement (Foreign Secretary) au sein du gouvernement Truss. Le 25 octobre 2022, il est reconduit dans ses fonctions par le nouveau Premier ministre Rishi Sunak.
Ce poste est considéré comme l'un des quatre grands offices d'État et occupe le troisième rang dans l'ordre de préséance britannique après le Premier ministre et le chancelier de l'Échiquier, devant le secrétaire d'État à l'Intérieur.
Le ministre britannique se rend en visite en Chine le 30 août 2023 pour y rencontrer son homologue, première visite ministérielle depuis celle de Jeremy Hunt en 2018,.

## Ministre de l'Intérieur
Le 13 novembre 2023, il est nommé secrétaire d'État à l'Intérieur dans le cadre du remaniement du gouvernement Sunak.

## Dans l'opposition
Le 4 juillet 2024, le Parti conservateur est le grand perdant des élections législatives mais James Cleverly est réélu député de Braintree avec 35,5 % des voix.
Il devient alors Secrétaire d'État à l'Intérieur du cabinet fantôme. Il annonce sa candidature à l'élection au poste de leader conservateur pour remplacer Rishi Sunak. En tête après le troisième tour de vote, il est éliminé au quatrième tour par Robert Jenrick et Kemi Badenoch,.